# HR 8799 e
HR 8799 e est une exoplanète située à 135 années-lumière (41 pc) du Soleil, dans la constellation de Pégase. Elle orbite autour de HR 8799, une étoile variable de type γ Doradus de type spectral λ Bootis appartenant la séquence principale d'environ 60 millions d'années, de 1,5 fois la masse et 4,9 fois la luminosité du Soleil, au centre d'un système formé d'un disque de débris et d'au moins quatre exoplanètes massives.
Ces exoplanètes étant éloignées de leur étoile, avec des périodes de révolution très longues, elles ont été découvertes par imagerie directe et non par la méthode des vitesses radiales, inapplicable dans ce cas avec les technologies actuelles ; elles sont en effet visibles en infrarouge du fait de leur température élevée (de l'ordre de 800 à 1 100 K) due à leur très jeune âge (elles ne se sont formées qu'il y a quelques dizaines de millions d'années).
HR 8799 e est la plus intérieure des quatre exoplanètes découvertes à ce jour autour de l'étoile HR 8799. Ses paramètres orbitaux sont inconnus, aussi seule peut être estimée la projection sur la voûte céleste de sa séparation angulaire d'avec son étoile (mesurée à 368 ± 9 mas, soit 14,5 ± 0,5 UA à la distance de l'étoile) ; si c'était le rayon d'une orbite circulaire faisant face à la Terre, cette planète aurait une période de révolution d'environ 50 ans.

## Atmosphère
Par interférométrie, l'instrument GRAVITY de l'Interféromètre du Très Grand Télescope a démêlé les signaux lumineux de l'atmosphère de l'exoplanète HR 8799 e de ceux de son étoile. Ceci a permis de déterminer que la planète possède des nuages de fer et de silicates, en constante tempête à l'échelle planétaire.